# Märdi järv
Märdi järv är en liten och grund sjö i landskapet Valgamaa i södra Estland. Den ligger vid byn Koorküla i Tõrva kommun, inte långt från gränsen mot Lettland och 180 km söder om Tallinn. 
Arean är 0,185 kvadratkilometer. Märdi järv ligger 88 meter över havet.